# Five Treasure Island
A Five Treasure Island a dél-koreai F.T. Island együttes első nagykiadós japán nyelvű albuma, melyet 2011. május 18-án jelentetett meg a Warner Music Japan. A lemez első helyet ért el az Oricon napi listáján.

## Számlista
| #   | Cím            | Dalszöveg                                                                                           | Zene                                                             | Hossz |
| --- | -------------- | --------------------------------------------------------------------------------------------------- | ---------------------------------------------------------------- | ----- |
| 1.  | Flower Rock    | Kaji Katsura, I Honggi (Lee Hong-gi), I Dzsedzsin (Lee Jae-jin), Szong Szunghjon (Song Seung-hyeon) | corin.                                                           | 04:08 |
| 2.  | Satisfaction   | Isivatari Dzsundzsi (いしわたり淳治)                                                                | Horikó Hiroki (堀向彦輝)                                         | 04:08 |
| 3.  | ハルカ Haruka  | Kenn Kato                                                                                           | Jeff Miyahara, Hajasida Hiroicsi (林田裕一)                      | 04:14 |
| 4.  | Brand-new days | Szong Szunghjon (Song Seung-hyeon), Kondó Hiszasi (近藤ひさし)                                      | Takumi Maszanori (宅見将典)                                      | 04:24 |
| 5.  | mi･ra･i        | Kenn Kato                                                                                           | Szong Szunghjon (Song Seung-hyeon), Cshö Minhvan (Choi Min-hwan) | 04:13 |
| 6.  | いつか Icuka   | Isivatari Dzsundzsi                                                                                 | Sigenaga Rjószuke (重永亮介)                                     | 05:09 |
| 7.  | So today...    | I Dzsedzsin (Lee Jae-jin), Kanata Nakamura                                                          | corin.                                                           | 04:05 |
| 8.  | yume           | Kenn Kato                                                                                           | I Dzsedzsin (Lee Jae-jin)                                        | 05:15 |
| 9.  | Rock'n'roll    | Kenn Kato                                                                                           | I Dzsedzsin (Lee Jae-jin)                                        | 04:31 |
| 10. | Boom Boom Boom | I Dzsedzsin (Lee Jae-jin), Kondó Hiszasi                                                            | Cshö Dzsonghun (Choi Jong-hoon), Kondó Hiszasi                   | 03:38 |
| 11. | Music Life     | Cshö Dzsonghun (Choi Jong-hoon), Kondó Hiszasi                                                      | Cshö Dzsonghun (Choi Jong-hoon), Kobajasi Sótaró (小林聖太郎)    | 02:46 |
| 12. | Friends        | I Dzsedzsin (Lee Jae-jin), Kondó Hiszasi                                                            | Cshö Dzsonghun (Choi Jong-hoon), Kobajasi Sótaró                 | 03:14 |
| 13. | Treasure       | Icsikava Josijaszu (市川喜康)                                                                       | Icsikava Josijaszu                                               | 04:45 |